# Толстое (Орловская область)
Толстое — деревня в Покровском районе Орловской области России.
Входит в состав Столбецкого сельского поселения.

## География
Расположена восточнее деревни Берёзовая Роща и юго-западнее деревни Тимирязево, с которой соединена просёлочной дорогой, выходящей на автомагистраль Р-119. Через Толстое протекает речка, впадающая в реку Липовец.
В деревне имеется одна улица: Лесная.

## Население
| 2010 |
| ---- |
| 49   |